# Amphibelemnon namibiensis
Amphibelemnon namibiensis is een Pennatulaceasoort uit de familie van de Veretillidae. De wetenschappelijke naam van de soort is voor het eerst geldig gepubliceerd in 2000 door Lopez Gonzalez, Gili & Williams.